# Rough Mix
Rough Mix foi um álbum gravado em parceria pelo guitarrista do The Who Pete Townshend e o baixista do The Faces Ronnie Lane.
Lançado em 1977, apresenta uma série de convidados especiais, entre eles John Entwistle, Eric Clapton, Charlie Watts e John "Rabbit" Bundrick. Alcançou a #45 colocação na parada de álbuns da Billboard.
| Críticas profissionais                                                      | Críticas profissionais |
| Avaliações da crítica                                                       | Avaliações da crítica  |
| Fonte                                                                       | Avaliação              |
| --------------------------------------------------------------------------- | ---------------------- |
| Allmusic                                                                    | [ 1 ]                  |
| Rolling Stone                                                               | (favorável)            |
| Esta tabela precisa de ser acompanhada por texto em prosa. Consulte o guia. |                        |

## Faixas
1. "My Baby Gives It Away" (Pete Townshend) — 4:02
2. "Nowhere To Run" (Ronnie Lane) — 3:17
3. "Rough Mix"  (Ronnie Lane, Pete Townshend) — 3:12
4. "Annie" (Eric Clapton, Kate Lambert, Ronnie Lane) — 2:56
5. "Keep Me Turning" (Pete Townshend) — 3:46
6. "Catmelody" (Kate Lambert, Ronnie Lane) — 3:12
7. "Misunderstood" (Pete Townshend) — 3:01
8. "April Fool" (Ronnie Lane) — 3:34
9. "Street In The City" (Pete Townshend) — 6:07
10. "Heart To Hang Onto" (Pete Townshend) — 4:29
11. "Till The Rivers All Run Dry" (Wayland Holyfield, Don Williams) — 3:54